# Alimzhan Tokhtakhounov
Alimzhan Tursunovič Tokhtakhounov, soprannominato Taiwanchik o Alik (in russo Алимжан Турсунович Тохтахунов?; Tashkent, 1º gennaio 1949), è un imprenditore, mafioso e sportivo russo con cittadinanza israeliana.
È accusato di rapporti con la criminalità organizzata e di aver corrotto i giudici di pattinaggio artistico alle Olimpiadi invernali del 2002. Nel 2008 venne inserito, dalla rivista Forbes, nella lista dei 10 latitanti più ricercati al mondo. Dal 2013 è ricercato dall'FBI con l'accusa di aver creato un sofisticato programma di riciclaggio di denaro. Nel 2017, il Dipartimento di Stato degli Stati Uniti, ha inserito Tokhtakhunov nella lista dei ricercati e offre una ricompensa fino a 4 milioni per informazioni che possono portare al suo arresto.

## Biografia
Tokhtakhounov è nato, nella Repubblica Socialista Sovietica Uzbeka, il 1º gennaio 1949, da una famiglia uigura a Tashkent, di professione medici. Per questo motivo viene soprannominato Taiwanchik (in russo: Тайванчик, in italiano: Taiwanese), a causa dei suoi lineamenti del viso, distintamente asiatici.
Da giovane era un calciatore dilettante, e giocò alcuni stagioni nelle giovanili del Pakhtakor, squadra della sua città natale. Si trasferì in a Mosca, per poter continuare la sua carriera calcistica, si legò al CSKA Mosca, ma la sua carriera fu breve, e decise di smettere di giocare. Dopo la sua breve esperienza calcistica, Tokhtakhounov venne arrestato due volte: nel 1972 e nel 1985 con l'accusa di "parassitismo".

### Carriera criminale
Nel 1989 si trasferì in Germania. Acquisì la cittadinanza israeliana e si occupò di vendere apparecchiature video e computer, riuscendo a guadagnare una cospicua somma di denaro. In realtà si presume che, in questo periodo, fu coinvolto nella vendita internazionale di armi con il Gruppo di forze sovietiche e alcuni paesi arabi.
Nel 1993 si stabilì a Parigi, in Francia, dove fu presto accusato di aver commesso affari illegali e contrabbando di hardware dalla Germania. Secondo alcune fonti, Tokhtakhounov, aveva rapporti con la mafia russa e con il mafioso di etnia georgiana Tariel Oniani. Dopo la scadenza del suo permesso di soggiorno in Francia, le autorità francesi si rifiutarono di rinnovarglielo, di conseguenza, nel 2001 si rifugiò in Italia.
Nel 2002, venne accusato di aver corrotto i giudici della gara di pattinaggio sul ghiaccio alle Olimpiadi invernali del 2002. Su richiesta del governo degli Stati Uniti, il governo italiano, nell'estate dello stesso anno, arrestò Tokhtakhounov, ma il tribunale italiano denunciò l'istanza di estradizione e lo liberò. Dopo il suo periodo di detenzione nelle carceri italiane, decise di trasferirsi in Russia. In Russia, venne indagato sulla legalità della sua cittadinanza russa.
Secondo alcune indagini, Tokhtakhounov sarebbe particolarmente vicino ai tennisti russi professionisti. Ad esempio, un articolo del 2002 sul quotidiano belga La Libre Belgique riportava interviste a giocatori russi dopo l'arresto di Tokhtakhunov in Italia: Yevgeny Kafelnikov difendeva il suo "amico", Marat Safin si rifiutava di discutere un argomento che "non era un suo problema", mentre Anna Kournikova commentò "Ho sentito parlare di quest'uomo. Ma non credo che dovrei parlarne. Sono russa e dovrò tornarci".
Attualmente gli Stati Uniti hanno un mandato d'arresto in corso nei suoi confronti con l'accusa di frode. Nel 2010, Alimzhan venne intervistato nel film-documentario del 2010 Thieves by Law. Esso, di produzione israeliana e tedesca, parla dell'ascesa della criminalità organizzata russa sulla scia della caduta dell'Unione Sovietica. Nel documentario compaiono diversi criminali russi, che all'epoca erano ricercati dall'Interpol.
Nel novembre 2010, le autorità fiscali russe dichiararono che Taiwanchik non aveva pagato 115.000 rubli di tasse sulla sua proprietà nel villaggio di Lapino. Paese a 30 chilometri a ovest di Mosca, vicino all'autostrada Rublevo-Uspenskoye A106.

### Indagini dell'FBI
Nel 2013, Tokhtakhunov venne accusato di gestire un giro di gioco d'azzardo illegale con sede negli Stati Uniti.
Secondo ABC News, venne coinvolto in un'indagine dell'FBI su "una sofisticata rete di riciclaggio di denaro della criminalità organizzata russa che operava dall'unità 63A nella Trump Tower di New York". Secondo i pubblici ministeri federali, "il suo è il top del top del top della criminalità organizzata in Russia".
L'indagine dell'FBI portò a un'accusa da parte del gran giurì federale di oltre 30 persone, tra cui Vadim Trincher, Molly Bloom, Helly Nahmad e Tokhtakhounov, che sfuggì all'arresto e rimane un latitante dalla giustizia americana. Per il suo sostegno all'operazione illecita, Tokhtakhunov avrebbe ricevuto più di 12 milioni di dollari dall'Organizzazione Taiwanchik-Trincher dal dicembre 2011 al febbraio 2013.
Dal 2017, il Dipartimento di Stato offre una ricompensa di 4 milioni di dollari per l'arresto di Tokhtakhunov.
Secondo alcuni amici di Tokhtakhunov, gli americani stanno gonfiando tutti i suoi scandali finanziari, per far distogliere l'attenzione pubblica dai problemi degli Stati Uniti nella sfera economica.

## Vita privata
Secondo le autorità statunitensi, attualmente Alimzhan Tokhtakhunov si nasconde in Russia, nel villaggio di Lapino, a 30 km da Mosca.
Nel 2013 venne citato a giudizio dalla giovane ventiquattrenne Yulia Malik con la quale in precedenza aveva avuto una relazione ed è madre di due sue figlie, Yulia e Elizabeth, gemelle. La signora Yulia Malik ha chiesto al tribunale che Tokhtakhunov le restituisca le sue figlie, secondo la donna, le due ragazze vivono con lui. La corte russa si schierò con la donna.
Tokhtakhunov ha 4 figli: un maschio e tre femmine. La sua prima figlia si chiama Lola, che nel 2019 risiedeva negli Stati Uniti. Suo figlio Dmitry è nato fuori dal matrimonio. Tokhtakhunov è nonno di due nipoti, figli di Dmitry, entrambi nati nel 2019.